# Don Francisco (Motorjournalist)
Don Francisco, oder auch nur „Cisco“ (* 1918; † 29. Januar 2005), war ein US-amerikanischer Motorjournalist, Verleger und zusammen mit Ed Pearlman Gründer der National Off-Road Racing Association (NORRA).

## Leben
Don Francisco arbeitete bei der Feuerwehr von Alhambra (Kalifornien), beschäftigte sich nebenbei in einer kleinen Tankstelle mit der Leistungssteigerung von Straßenfahrzeugen und war unter den ersten Mechanikern, die Hot Rods bauten. Sein Renommee in diesem Bereich ließ Wally Parks vom Hot Rod Magazine ihn anwerben und Don Francisco gehörte von 1950 an zur Redaktion, von Kollegen „Cisco“ genannt. Bald war er Schriftleiter des Technikteils und dies anschließend auch beim Magazin Car Craft. Die amerikanischen Hochgeschwindigkeitsereignisse Bonneville Speed Week und Indianapolis 500 waren seine Interessensschwerpunkte.
Anfang der 1950er Jahre bereitete er Lincolns für das Mexican Road Race vor. Wagen, die in ihrer Klasse dann führend waren und als „Road Race Lincoln“ bekannt wurden. In diesem und dem folgenden Jahrzehnt nahm „Cisco“ erfolgreich an den Mobil Economy Runs teil, leitete für diesen Wettbewerb Mitte der 1960er Jahre auch das Werksteam von Pontiac und gewann 1965 Art Arfons als einen der Fahrer. Don Francisco war 1963–64 Team-Manager beim Einsatz von Mercury-Comet-Fahrzeugen bei der East Africa Safari – jedoch nur, bis zu einer von der Werksleitung durchgesetzten Entscheidung für Stoßdämpfer, die er nicht wollte. Don Francisco kündigte und alle Comets hatten wegen der Teile zeitraubende Reparaturen oder Totalausfall.
Den Verlag Don Francisco Publishing Company hatte er in den späten 1950er Jahren gegründet, bevor es zur NORRA kam. Don Francisco war ein geübter Flugzeugführer, sehr hilfreich als er 1967 das Wüstenrennen Mexican 1000 zu Weg brachte – ein Sportereignis, das später von Mickey Thompson und der SCORE übernommen wurde.
1978 wurde Don Francisco inductee (Rekrut) der Off-Road Motorsports Hall of Fame, die solche Personen ehrt, die sich lebenslang dem Off-Road-Motorsport verschrieben haben.